# Boechera pallidifolia
Boechera pallidifolia är en korsblommig växtart som först beskrevs av Reed Clark Rollins, och fick sitt nu gällande namn av William Alfred Weber. Boechera pallidifolia ingår i släktet indiantravar, och familjen korsblommiga växter. Inga underarter finns listade i Catalogue of Life.